# Alichan Żabraiłow
Alichan Łukmanowicz Żabraiłow (ros. Алихан Лукманович Жабраилов; ur. 19 kwietnia 1994) – rosyjski zapaśnik startujący w stylu wolnym. Brązowy medalista mistrzostw świata w 2019. Mistrz Europy w 2021. Wygrał indywidualny Puchar Świata w 2020. Pierwszy w Pucharze Świata w 2019 roku. Wygrał MŚ U-23 w 2017.
Mistrz Rosji w 2019, 2020, 2021 i 2023, a trzeci w 2018 roku.